# Igor Cvitanović
Igor Cvitanović (Osijek, 1º novembre 1970) è un allenatore di calcio ed ex calciatore croato, di ruolo attaccante.
È il primatista di gol della Dinamo Zagabria (15) nelle competizioni UEFA per club.

## Palmarès

### Giocatore

#### Club
- Campionato croato: 5

Dinamo Zagabria: 1992-1993, 1995-1996, 1996-1997, 1997-1998, 1999-2000
- Coppa di Croazia: 6

Dinamo Zagabria: 1994, 1996, 1997, 1998, 2001, 2002
- Supercoppa di Croazia: 1

Dinamo Zagabria: 2002

#### Individuale
- Miglior calciatore del campionato croato: 2

1996, 1997
- Capocannoniere del campionato croato: 2

1995-1996 (19 gol), 1996-1997 (20 gol)